# Monstera tenuis
Monstera tenuis är en kallaväxtart som beskrevs av Karl Heinrich Koch. Monstera tenuis ingår i släktet Monstera och familjen kallaväxter. Inga underarter finns listade.